# 1,1-dimethylethylendiamin
1,1-Dimethylethylendiamin je organická sloučenina se vzorcem (CH3)2NCH2CH2NH2, patřící mezi aminy. Používá se k přípravě chelatujících diaminových ligandů, využívaných na přípravu katalyzátorů. Je také prekurzorem léčiva chlorpyraminu.